# Irkut MS-21
Irkut MS-21 (rusko МС‑21 "Магистральный Самолёт 21 века" - "Magistralny Samolyot 21 veka" - "Letalo 21. stoletja") je serija dvomotornih 150-212 sedežnih reaktivnih potniških letal srednjega dosega. Letala trenutno razvija  korporacija Irkut in konstrukcijski biro Jakovljev, oba del UAC (United Aircraft Corporation). Letalo je načrtovano na podlagi predlaganega dvomotornega Jak-242, ki sam izhaja iz trimotornega Jaka-42.
Nadomestil bo trimotornega Tupoljev Tu-154 in dvomotornega Tu-204/214. Certifikacija je bil  predvidena do leta 2016, dobava pa leta 2017.
Na začetku so planirali uporabo kompozitnih materialov (33 %), v primeru uporabe kompozitnega krila bo ta delež 40-45 %.
Marca 2008 je bila podpisana pogodba s korporacijo Suhoj za dizajn in izdelavo kompozitnih kril. Motorje za ruski notranji trg bi izdeloval AviaDvigatel. Poleg tega je Irkut izbral decembra 2009 tudi nov motor Pratt & Whitney PW1000G za pogon MS-21. 20. avgusta 2009 je Hamilton Sundstrand podružnica United Technologies Corporation objavila $2.3 milijardno pogodbo za dobavo sistem za MS-21. Irkut je izbral tudi Rockwell Collinsa in ruskega partnerja Avionika za dobavo avionike. Tako bo to prvo rusko letalo, ki bo na široko uporabljalo zahodne sisteme in bo tako lažje prodrlo na svetovni trg.

## Tehnične posebnosti in novosti
- Teža praznega letala je zmanjšana z uporabo kompozitnih materialov in novih zlitin.[12]
- Aerodinamika letala je izboljšana pod vodstvom biroja «ЦАГИ» "Центральный аэрогидродинамический институт", ki je eden najstarejših in najbolj izkušenih institut na svetu na področju aerodinamike in hidrodinamike
- Kabina je širša od Airbusa A320 za 12 cm in Boeinga 737 za 28 cm. Dva potnika se lahko srečata brez težav na hodniku. Večji prostori za prtljago omogočajo hitrejše izkrcanje in vkrcanje, kar je pomembno za nizkocenovne prevoznike
- Letalo je načrtovano v skladi z zahtevami letalskih prevoznikov [12]
- Letalo izpolnjuje z bodočimi zahtevami okoljuprijaznosti, zmanjšan bo hrup letala za 15 EPNdB glede na ICAO Chapter 4 [12]*
- Emisije dušikovih oksidov in ogljikovega dioksida bodo zmanjšane
- HUD Head Up Display inovativnost, ki bo pomagala pilota pristati v slabih vremenskih pogojih

## Verzije letala
- MS-21-100 Predlagana verzija za 132 potnikov, vendar kasneje preklicana, da ne bi tekmovala z Sukhoi Superjetom 130
- MS-21-200 verzija za 162 potnikov podoben Airbusu A319, Boeing 737-700 in COMAC-u C919
- MS-21-300 verzija za 198 potnikov podobna Airbusu A320, Boeing 737-800 in COMAC-u 919
- MS-21-400 verzija za 230 potnikov podobna Airbusu A321, Boeingu 757-200, Boeing 737-900ER in Tu-204

## Tehnične specifikacije
|                       | MS-21-200                                                | MS-21-300                                                | MS-21-400                                                |
| --------------------- | -------------------------------------------------------- | -------------------------------------------------------- | -------------------------------------------------------- |
| Posadka               | dva                                                      | dva                                                      | dva                                                      |
| Število sedežev       | 162 (1-razred) 150 (1-razred) 136 (2-razreda)            | 198 (1-razred) 181 (1-razred) 152 (2-razreda)            | 230 (1-razred) 212 (1-razred) 178 (2-razreda)            |
| Prostor med sedeži    | 82 cm (32 in) in (1-razred), 76 cm (30 in) in (1-razred) | 82 cm (32 in) in (1-razred), 76 cm (30 in) in (1-razred) | 82 cm (32 in) in (1-razred), 76 cm (30 in) in (1-razred) |
| Dolžina               | 35,9 m                                                   | 41,5 m                                                   | 46,7 m                                                   |
| Razpon krila          | 35,9 m                                                   | 35,9 m                                                   | 36,8 m                                                   |
| Višina                | 11,4 m                                                   | 11,5 m                                                   | 12,7 m                                                   |
| Maks. vzletna teža    | 67.600 kg (149.000 lb)                                   | 76.180 kg (167.950 lb)                                   | 87.230 kg (192.310 lb)                                   |
| Tovor                 | 37,4 m3 (1.320 cu ft)                                    | 53,3 m3 (1.880 cu ft)                                    | 70,1 m3 (2.480 cu ft)                                    |
| Dolet                 | 5.000 km (3.100 mi)                                      | 5.000 km (3.100 mi)                                      | 5.500 km (3.400 mi)                                      |
| Motorji (x 2)         | Aviadvigatel PD-14A Pratt & Whitney PW1428G              | Aviadvigatel PD-14 Pratt & Whitney PW1431G               | Aviadvigatel PD-14M                                      |
| Potisk motorjev (x 2) | 123 kN 12.500 kgf; 28.000 lbf                            | 140 kN 14.000 kgf; 31.000 lbf                            | 153 kN 15.600 kgf; 34.000 lbf                            |